# TUE Série 500 (RFFSA)
O TUE Série 500 é um trem unidade elétrico encomendado pela Rede Ferroviária Federal (RFFSA) e operado até os dias atuais pela concessionária SuperVia.

## História

### Antecedentes
Em 1975, no início da abertura política durante a Ditadura militar brasileira, o sistema de trens de subúrbios do Rio de Janeiro encontrava-se obsoleto por falta de investimentos. Assim eram comuns falhas e a depredação de trens, estações e outras instalações ferroviárias, causadas pelos passageiros. O evento que culminou como a gota d’água de toda aquela indignação popular com o serviço irregular prestado pela Rede Ferroviária Federal (RFFSA) foi o acidente fatal ocorrido em 17 de julho de 1975, próximo da Estação de Magno (atual Mercadão de Madureira) na Linha Auxiliar, quando um trem da Série 200 lotado, que fazia viagem com destino a Japeri via Linha Auxiliar, descarrilou em alta velocidade, chocando-se contra o barracão da G.R.E.S. Império Serrano, causando a morte de 12 pessoas e ferindo mais de 200.

### Projeto e fabricação
Para solucionar essa situação caótica, o presidente Ernesto Geisel ordenou a RFFSA em julho de 1975, que realizasse um programa emergencial de melhorias nos subúrbios da empresa. Em 19 de abril de 1976, foi assinado o contrato de aquisição dos 30 primeiros dos 180 novos trens, os quais seriam fabricados no Japão pelo consórcio Hitachi/Nippon Sharyo Seizo Kasha. Para se fazer um trem sob medida às características das ferrovias fluminenses, os engenheiros responsáveis pela fabricação vieram ao Brasil e estudaram todos os detalhes e peculiaridades dos ramais do sistema de trens de subúrbio, talvez por isso esses trens sejam tão versáteis e com bom desempenho em todos os ramais do Rio de Janeiro.
Assim, a RFFSA iniciou a contratação de obras para reconstruir estações, trocar a sinalização existente (que datava de 1937), modernizar os sistemas elétricos, via permanente e, principalmente adquirir novos trens. Dessa forma foram adquiridos os seguintes trens:
| Fabricante/série          | Quantidade (TUE) | Entrega da primeira unidade | Custo           | Financiador |
| ------------------------- | ---------------- | --------------------------- | --------------- | ----------- |
| Hitachi (Série 500)       | 30               | 11 de maio de 1977          | Cr$ 600 milhões | N/D         |
| Mafersa (Série 700)       | 30               | 27 de fevereiro de 1981     | Cr$ 5,2 bilhões | BNDES       |
| Santa Matilde (Série 800) | 60               | agosto de 1980              | Cr$ 5,2 bilhões | BNDES       |
| Cobrasma (Série 900)      | 30               | agosto de 1980              | Cr$ 5,2 bilhões | BNDES       |
| Total                     | 150              |                             | Cr$ 5,8 bilhões |             |

## Construção

### Estrutura básica

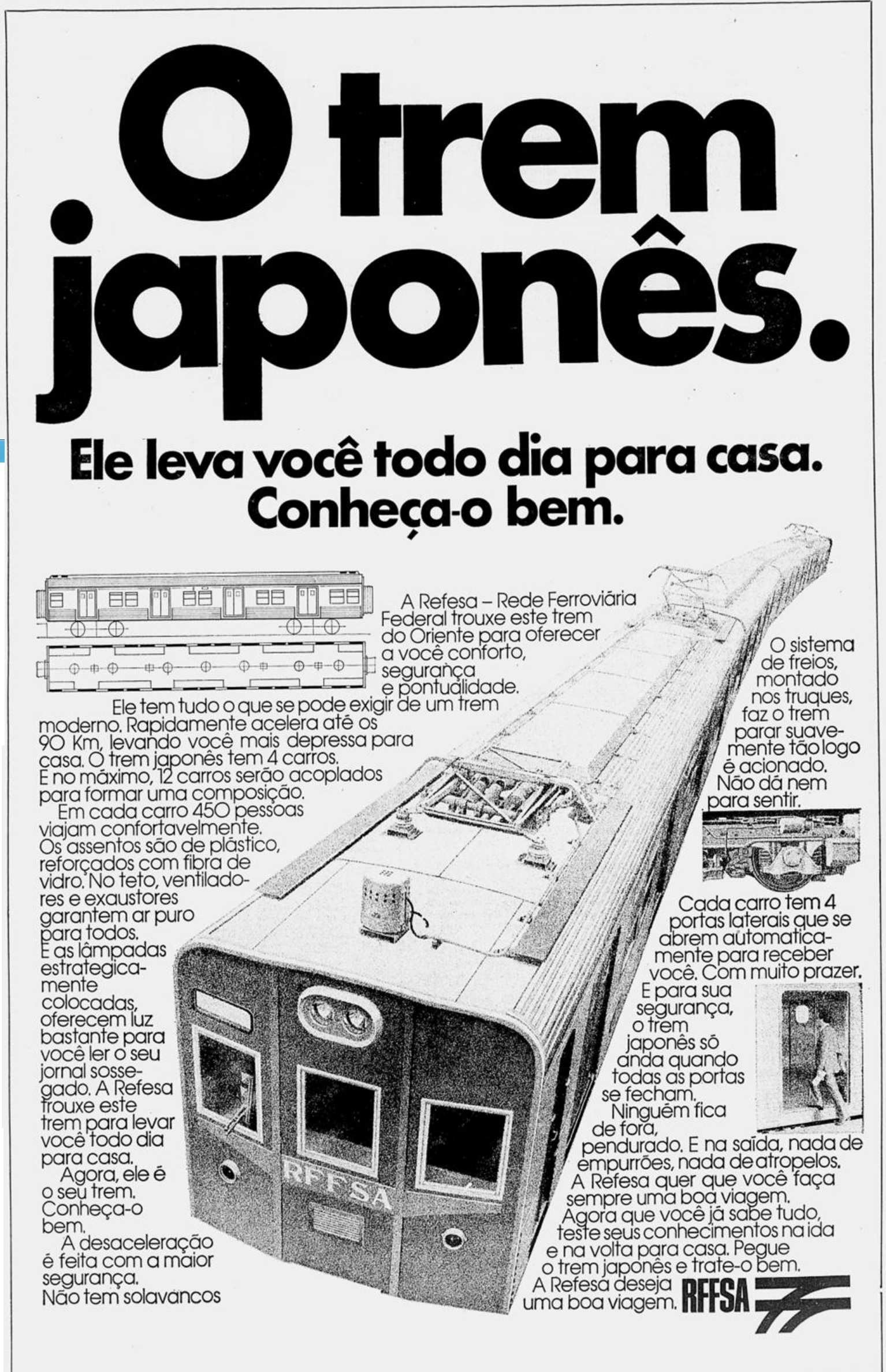
Anúncio da RFFSA destacando características técnicas do trem Série 500, 1977.

A Série 500 é formada por um carro-motor com cabine de condução não penetrante com três janelas frontais (tipo E500, tipo E1500) e um carro-reboque conectado no meio composto por dois modelos (tipo ER500 e tipo ER1500). A formação básica é de 4 carros (E500 + ER500 + ER1500 + E1500) em que dois carros-motores com cabine e no meio dois carros-reboques, mas o layout do equipamento do carro-motor com cabine é o mesmo para os carros dianteiros e traseiros. O carro-reboque tem o mesmo desenho exceto pela presença ou ausência de bateria e dispositivo de resistência. Na linha Japeri, por exemplo, para operar com trens de 9 carros surgiram 3 trens de 5 carros que incorporam os carros reboques dos trens que saíram da operação e são operados em combinação com o trem básico de 4 carros. Em operação comercial, ele é operado principalmente em trens de 8 e 9 carros que conectam dois trens, e até 3 trens podem ser adicionados.

### Interior
Ao contrário das antigas séries 100, 200 e 400 (que possuíam a caixa constituída de aço-carbono), as carrocerias e estrados da Série 500 são feitas de aço inoxidável, imunes à corrosão, e tem uma grande cobertura de duto de ventilação no teto, um pilar de colisão frontal instalado para aumentar a resistência e uma estrutura inferior. As peças também são feitas de aço inoxidável, resultando em um design simples e robusto. Uma vez que funciona em um ambiente quente e úmido, lã de vidro é colocada no telhado, na parte de trás do painel externo e no chão, e a vedação é colocada na parte de trás do painel externo em torno da porta de entrada / saída, que é usada como um material isolante de calor. Além da soldagem de plugue, as laterais e o telhado são unidos por soldagem com a viga longa do corpo de aço lateral por meio de um reforço para evitar distorção do corpo de aço devido aos efeitos térmicos.
O assento é longo projetado para uso em deslocamento e é feito de plástico reforçado com fibra (FRP). Além disso, barras de suporte suspensas de couro e aço inoxidável são instaladas dentro do carro, e um porta-bagagens é instalado no assento, que foram projetadas levando em consideração o físico da população local. O vidro de segurança é usado para as janelas do lado da cabine do maquinista para evitar danos, e as janelas laterais também são fixadas com material de molde de alumínio em vez de borracha H.  A estrutura lateral é de dois estágios com janela inferior fixa, utiliza-se lâmina de policarbonato em vez de vidro e grelha de ventilação instalada na parte superior. Nenhum ar condicionado foi instalado e a ventilação é fornecida por um ventilador instalado no teto. As portas de entrada / saída para passageiros são instaladas em quatro lugares de cada lado com largura de 1.300 mm utilizando o dispositivo de abertura e fechamento DD-45DS, muito utilizado nos trens urbanos do Japão, para que as portas não abram em movimento e é equipado com dispositivo de segurança e contavam com passagem entre os carros (gangway), bagageiros, ''chupetas'' e pega-mãos

### Equipamentos elétricos
O carro-motor (tipo ND-14) e o carro-reboque (tipo NT-43) são equipados com molas helicoidais nas molas do eixo e nas molas tipo almofada, e amortecedores a óleo para evitar vibração e impacto. A compatibilidade das peças e a facilidade de manutenção são as mesmas que as sapatas de freio usadas nas frotas anteriores podem ser instaladas e a resina resistente à abrasão para a placa central, que é difícil de adquirir localmente, não é usada. Também é levado em consideração ao escorregar ou usar um freio de emergência, a areia é espalhada do dispositivo de lixar instalado em cada carro.
Os motores elétricos principais, dois em cada carro-reboque e quatro em cada carro-motor com cabine, são o HS-360-Ar, que é uma unidade suspensa usando o sistema de auto-ventilação / campo de enrolamento de eixo CC tipo polo auxiliar fabricado pela Hitachi. O tipo (315 kW, 1.500 V, 230 A, 1.200 rpm ) é usado e dois conjuntos dispostos em série são controlados em paralelo por um dispositivo de controle. Cada veículo que acompanha é equipado com um conjunto de geradores elétricos CLG-361 que fornecem energia para o compressor, iluminação interna e sistema de ventilação, de forma que se um falhar, o fornecimento de energia estendido do outro é executado automaticamente. O pantógrafo é usado para conectar o trem a rede aérea, e dois deles são montados no teto de cada carro-motor.
O controlador MMC-HHTB-20A, que usa controle de eixo de cames elétrico de vários estágios, foi projetado com o uso de freios de geração de energia em mente e opera a partir de uma velocidade máxima de 70 km / h até uma faixa de baixa velocidade especificada. Se tornou. Além disso, o freio pneumático eletromagnético automático que é usado em combinação com o freio de geração de energia e o compressor que fornece ar comprimido usado para frenagem são feitos pela WABCO, que é o mesmo que o carro convencional, e considera-se a facilidade de operação e manutenção.

## Operação

### RFFSA/CBTU (1977-1994)

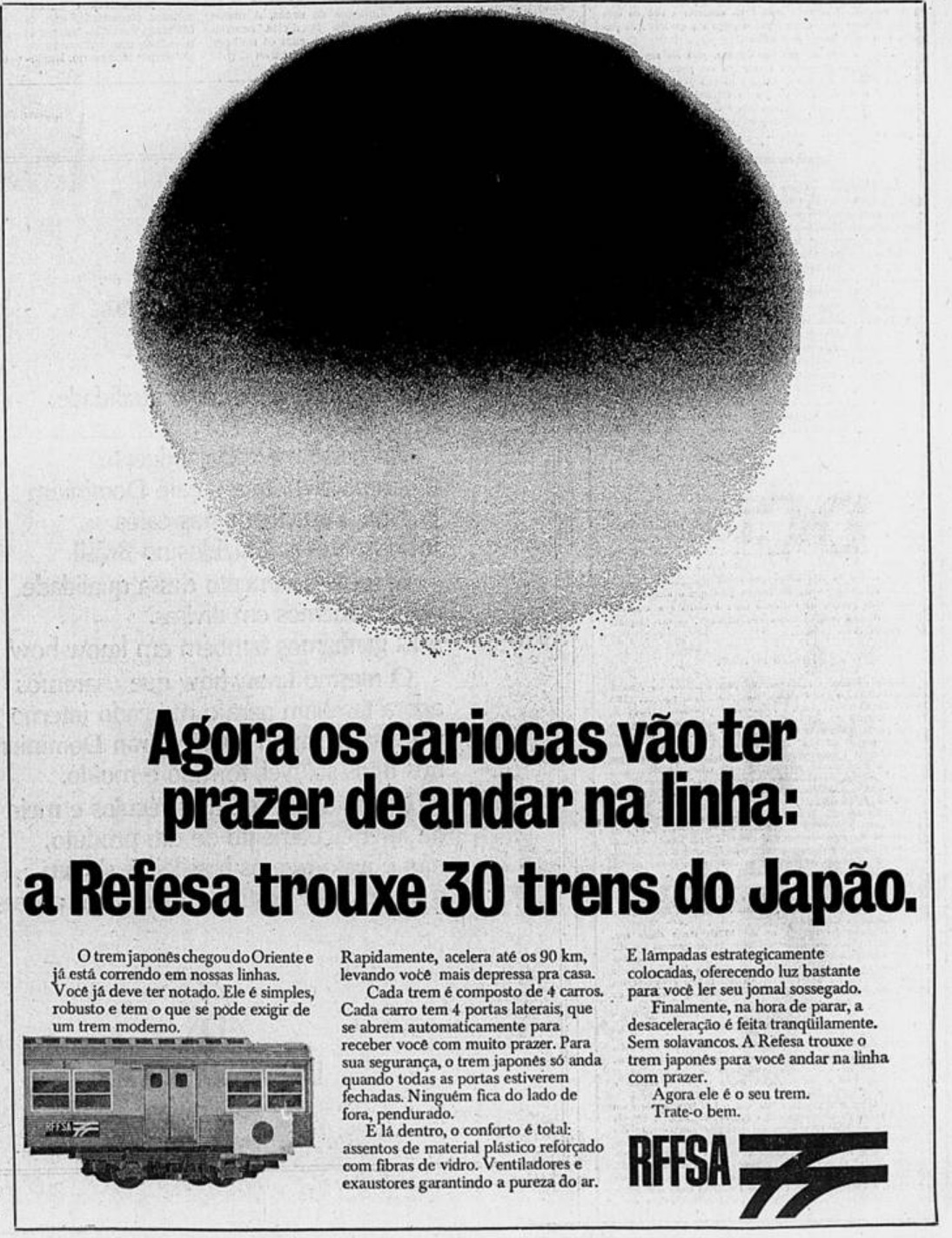
Anúncio da RFFSA sobre a operação dos primeiros trens, 1977.

O primeiro trem foi desembarcado no Rio de Janeiro em abril de 1977. Os testes ocorreram em maio, com técnicos brasileiros e japoneses no Ramal de Deodoro. O início da operação dos trens foi marcado por grande expectativa na sociedade carioca, incluindo o escritor e poeta Carlos Drummond de Andrade:
| “                                                                                                   | ...Ainda não viajei no trem japonês. Você já? Dizem que é modelo de segurança: a composição só se mexe com as portas dos vagões hermeticamente fechadas. Tão fechadas que é caso de se perguntar: E se elas não se abrirem mais: o trem irá correr ao infinito, com o pessoal lá dentro trancado a quatorze chaves, sentindo passar as estações sem haver desembarque?... | ” |
| — Trecho de crônica do escritor Carlos Drummond de Andrade no Jornal do Brasil de 5 de maio de 1977 | |   |

O primeiro trem, transportando o presidente da RFFSA, Carlos Aloísio Weber e comitiva, circulou em 11 de maio de 1977 no Ramal de Deodoro. Durante a viagem inaugural ocorreram dois incidentes: uma falha elétrica na rede elétrica da linha próximo ao Maracanã e a agressão dos seguranças a um passageiro que ficou preso em uma das portas do novo trem, impedindo a circulação do veículo. Apesar desses incidentes, o trem reduziu em dez minutos o tempo de viagem entre as estações D. Pedro II e Deodoro.
O bom funcionamento dos trens acabou atraindo muitos passageiros (que apenas desejavam conhecer os novos trens) e fez a RFFSA promover um serviço de manutenção especial dos trens e estações, com limpeza a cada viagem, soar de campainhas nas estações terminais indicando a partida dos trens, instalação de floreiras e remoção de ambulantes das plataformas e dos trens. Em 1 de julho de 1977, o novo trem recebeu a visita do presidente Geisel, durante viagem de inspeção das obras do metrô do Rio de Janeiro.Inicialmente transportando 116 mil passageiros por dia, os trens Série 500 passaram a transportar 250 mil.
Em pouco tempo, a superlotação e os problemas financeiros da RFFSA, começaram a provocar as primeiras falhas e acidentes nos trens da Série 500.
Logo no início da operação dos Série 500 nos trilhos cariocas ocorreu a primeira modificação: a extinção da passagem entre os carros (gangway), até hoje não se sabe o motivo de tal modificação. Ao longo dos tempos da RFFSA/CBTU, os trens japoneses eram frota frequente nos serviços de passageiros dos ramais de Japeri, de Santa Cruz e de Gramacho e como trens dos anos 70/80 sofreram com a improbidade instalada nessas estatais, que não davam a devida manutenção as suas composições, isso aliado aos vandalismos corriqueiros praticados pelos passageiros ou por parte dos moradores do leito ferroviário (são notórias as marcas de pedradas que os “Japonas” têm em sua caixa).
| Ano                               | Disponibilidade (%) |
| --------------------------------- | ------------------- |
| 1984                              | 97,8                |
| 1985                              | 86,8                |
| 1986                              | 89,5                |
| 1987                              | 95,0                |
| 1988                              | 91,0                |
| 1989                              | 73,0                |
| Disponibilidade média (1983-1989) | 88,8%               |

### Flumitrens (1994-1998)
A malha da CBTU no Rio de Janeiro foi estadualizada em dezembro de 1994. Para receber essa malha, o governo do estado do Rio de Janeiro criou a empresa Companhia Fluminense de Trens Urbanos S/A (Flumitrens). A Flumitrens herdou os projetos de reforma e remobilização da CBTU. Ainda com todos os problemas que cercavam seu ambiente, são os que chegaram em melhor estado ao ano de 1996, quando começaçou o PET I (Programa Estadual de Transportes) e assim sofreram as primeiras reformas no período da Flumitrens e Supervia. As primeiras reformas se deram entre 1996 e 1998, pela CCC (Companhia Comércio e Construção) e MPE (Montagem de Projeto e Execução), sofreram revisão geral, troca de equipamentos, lanternagem da caixa e eventual repintura, posteriormente.

### Supervia (1998-2022)
A malha de trens urbanos do Rio foi concedida para o consórcio SuperVia em 1998. No ano de 2002, três unidades receberam além da reforma, executada pela MPE, a adição de um carro reboque, assim as unidades 509, 511 e 526 passaram a ter cinco carros e após um período de tempo no Ramal de Belford Roxo, começaram a formar composições de nove carros com outras unidades da Série 500. Desde 2018, o número de TUEs ativos desta série é de 23 composições e 95 carros.

### Frota de trens
| Ano  | Frota (TUE's) | Operadora  |
| ---- | ------------- | ---------- |
| 1984 | 30            | RFFSA      |
| 1990 | 29            | CBTU       |
| 1997 | 21            | Flumitrens |
| 2010 | 23            | Supervia   |
| 2019 | 23            | Supervia   |

## Na cultura popular
- Em 1979, a cantora e compositora Fátima Guedes escreveu a canção "Arigatô, maravilha de trem japonês" em alusão aos trens da Série 500, que circulavam apenas em alguns ramais da RFFSA enquanto outros ainda utilizavam os velhos trens da Série 100. A canção foi lançada por Jurema, no disco "Jurema ‎– Eu Nasci No Samba".[31]